# Bellefont-La Rauze
Bellefont-La Rauze – gmina we Francji, w regionie Oksytania, w departamencie Lot. W 2013 roku liczba ludności wynosiła 860 mieszkańców. 
Gmina została utworzona 1 stycznia 2017 roku z połączenia trzech ówczesnych gmin: Cours, Laroque-des-Arcs oraz Valroufié. Siedzibą gminy została miejscowość Laroque-des-Arcs.